# Kortschildglimworm
De kortschildglimworm (Phosphaenus hemipterus) is een keversoort uit de familie glimwormen (Lampyridae). De wetenschappelijke naam van de soort werd voor het eerst geldig gepubliceerd in 1762 door Geoffroy.